# بكتيريا زرقاء
البكتيريا الزرقاء أو الجراثيم الزرقاء أو البكتيريا الخضراء المزرقة أو  طحالب خضراء مزرقة هي شعبة من البكتيريا سالبة الغرام القادرة على التمثيل الضوئي، عادة ما تعيش في الماء. نحو ثلثي الأنواع المدروسة قادرة على تثبيت النيتروجين، وهي تشارك بذلك في دورة النيتروجين. تحوي البكتيريا الزرقاء ثلاث صبغات، الأخضر والأزرق والأحمر. الصبغة الخضراء هي الكلوروفيل وتساعدها في عملية التمثيل الضوئي. والصبغة الزرقاء هي التي تعطيها اللون الأزرق، والسبب في ذلك يرجع إلى كثرة وجود الصبغة الزرقاء داخلها. أما الصبغة الحمراء فهي بيتا كاروتين فنستدل على وجودها من طائر الفلامنجو، فعندما يشرب الفلامنجو الماء، تدخل البكتيريا الزرقاء لجسمه، فيظهر اللون الوردي على بعض أجزاء جسمه. والزراقم تعتبر حاليا مجموعة من الجراثيم، لذلك تدعى أيضا بالجراثيم الزرقاء (cyanobacteria) وقد تبين تماما أنها غير وثيقة الصلة بالنباتات فهي لا ترتبط بالنباتات بأي شكل (عكس ما كان متوقعا) ولا بالفطور وبالحيوانات والجراثيم الزرقاء أو الزراقم هي مجموعة متنوعة من البكتيريا موجبة الغرام المتواجدة في مدى من المواقع البيئية المختلفة مثل التربة والخضروات ومياه المجاري والجلد ولطخات الجلد. بعضها مثل الوتدية الخناقية هي مسببات مرضية بينما الأخرى مثل بكتيريا Corynebacterium glutamicum هي ذات أهمية صناعية هائلة. C. glutamicum هي واحدة من أنواع البكتيريا ذات الأهمية في التقنية الحيوية بإنتاج سنوي لأكثر من طُنين من أحماض الأمينية ومركب الغلوتامات الميسر ومركب اللايسين.

## نظرة عامة
البكتيريا الزرقاء هي مجموعة كبيرة جدًا ومتنوعة من بدائيات النوى الضوئية ذاتية التغذية. تُعرف بصبغاتها الفريدة وقدرتها على القيام بعملية التركيب الضوئي لإنتاج الأكسجين. غالبًا ما تعيش في مستعمرات جماعية (مجاميع) يمكن أن تتخذ أشكالًا متعددة. تحظى الأنواع الخيطية بأهمية خاصة، والتي غالبًا ما تهيمن على الطبقات العليا من الحصائر الميكروبية الموجودة في البيئات القاسية مثل الينابيع الساخنة والمياه شديدة الملوحة والصحاري والمناطق القطبية، ولكنها أيضًا منتشرة على نطاق واسع في البيئات العادية أيضًا.
البكتيريا الزرقاء هي مجموعة من البكتيريا التي تقوم بالتركيب الضوئي تكيفت للعيش في الظروف البيئية المفتقرة للأكسجين. تقوم بعض الأنواع بعملية تثبيت النيتروجين وتعيش في مجموعة متنوعة من الأتربة الرطبة والمياه، إما بحرية أو في علاقة تكافلية مع النباتات أو الفطريات المكونة للأشنيات. تتراوح البكتيريا الزرقاء بين أنواع أحادية الخلية وأنواع خيطية وتشمل أنواع استعمارية. قد تشكل المستعمرات شعيرات أو صفائح أو حتى كرات مجوفة.
البكتيريا الزرقاء هي من بدائيات النوى الضوئية المنتشرة عالميًا وتُعتبر من الكائنات الرئيسية المساهمة في الدورات الكيميائية الجيولوجية الحيوية العالمية. تُعتبر البكتيريا الزرقاء بدائيات النوى الوحيدة المنتجة للأكسجين، وتزدهر في مواطن متنوعة ومتطرفة. تُعتبر من بين أقدم الكائنات الحية على الأرض، إذ يصل عمر سجلاتها الأحفورية إلى 3.5 مليار سنة. منذ ذلك الحين، أصبحت البكتيريا الزرقاء عاملًا أساسيًا في النظم البيئية الأرضية. تعد عوالق البكتيريا الزرقاء مكونًا أساسيًا في شبكات الغذاء البحرية وهي من المساهمين الرئيسيين في دورتي الكربون والنيتروجين العالميتين. تؤدي بعض البكتيريا الزرقاء إلى نمو طحالب تسبب ضررًا للنظام البيئي المائي وتسمم الحياة البرية والبشر عن طريق إنتاج سموم قوية (السموم السيانوتية) مثل الميكروسيستين والساكسيتوكسين والسيليندروسبيرموبين. في الوقت الحاضر، يشكل نمو البكتيريا الزرقاء تهديدًا خطيرًا للبيئات المائية والصحة العامة، ويتزايد انتشارها على مستوى العالم.
البكتيريا الزرقاء منتشرة بكثرة في البيئات البحرية وتلعب أدوارًا مهمة في إنتاج المواد على الأرض. تساهم العوالق النباتية البحرية اليوم في نحو نصف إجمالي الإنتاج الأولي للأرض. استعمرت سلالات قليلة من البكتيريا الزرقاء المحيط المفتوح (الكروكوسفيرا وأقاربها والبكتيريا الزرقاء يو سي واي إن إيه والتريكوديزميوم بالإضافة إلى البروكلوروكوكس والمتعاقبة الحبيبية). من هذه السلالات، تُعتبر البكتيريا الزرقاء المثبتة للنيتروجين مهمةً خصوصًا لأنها تسيطر على الإنتاجية الأولية وتصدير الكربون العضوي إلى أعماق المحيط، عن طريق تحويل غاز النيتروجين إلى أمونيوم، والذي يُستخدم لاحقًا لإنتاج الأحماض الأمينية والبروتينات. من الناحية العددية، تهيمن بكتيريا البيكوسيانوبتريا البحرية (أي البروكليروكوكس والمتعاقبة الحبيبية) على معظم تجمعات العوالق النباتية في المحيطات الحديثة وتساهم بشكل مهم في الإنتاجية الأولية. في حين أن بعض عوالق البكتيريا الزرقاء هي أحادية الخلية وحرة المعيشة (مثلًا، الكروكوسفيرا والبروكلوروكوكس والمتعاقبة الحبيبية)، أقامت أنواع أخرى علاقات تكافلية مع طحالب لمسيات النبت، مثل البذريات الجيرية. من بين الأشكال الخيطية، تعيش بكتيريا تريكوديزميوم بحرية وتشكل مجاميع. مع ذلك، تعيش البكتيريا الزرقاء الخيطية المكونة للحويصلات المغايرة (مثلًا، الريشيليا والكالوثريكس) مع طحالب الدياتوم مثل هيميولوس رايزوسولينيا وشيتوسيروس.
تشمل البكتيريا الزرقاء البحرية أصغر الكائنات المعروفة التي تقوم بعملية التركيب الضوئي. يتراوح عرض أصغرها على الإطلاق، البروكليروكوكس، بين 0.5 و0.8 ميكرومتر فقط. من ناحية الأعداد الفردية، من المحتمل أن تكون بكتيريا البروكليروكوكس أكثر الأنواع وفرةً على الأرض: يمكن أن يحتوي مليلتر واحد من مياه البحر السطحية على 100000 خلية بكتيرية أو أكثر. عالميًا، يقدر عددها بأوكتليون (27^10) فرد. تنتشر بكتيريا البروكليروكوكس بين خط عرض 40 درجة شمالًا و40 درجة جنوبًا وتسود في المناطق قليلة التغذية من المحيطات. تنتج البكتيريا نحو 20% من الأكسجين الموجود في الغلاف الجوي للأرض.